# Fenty Beauty
Fenty Beauty (stylisée sous le nom FEИTY BEAUTY) est une marque de cosmétiques lancée en septembre 2017 par la chanteuse Rihanna. Fenty Beauty a été nommée l'une des meilleures inventions de 2017 par le magazine Time. Fenty Beauty n'est qu'une partie des marques « Fenty » lancées par la chanteuse avec l'aide de LVMH : il existe également un projet avorté de prêt à porter, ainsi qu'une marque de lingerie.

## Historique

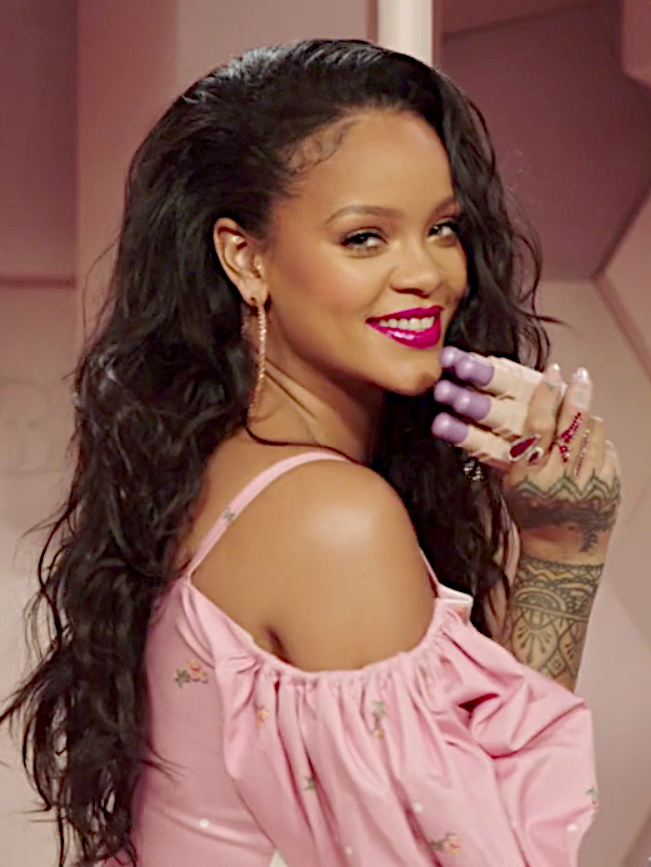
Rihanna pour la campagne Fenty Beauty.

En 2017, la marque est créée, fruit d'une alliance entre la chanteuse Rihanna et le groupe de luxe LVMH. La marque appartient à la société californienne Roraj Trade. La chanteuse possède la moitié des parts de l'entreprise,. La marque est populaire pour sa large diversité de teintes, en particulier son fond de teint Pro Filt'R. Le fond de teint comprenait 40 teintes au lancement, puis a été étendu à 50.